# Iman Bassalah
Iman Bassalah, née le 28 avril 1975 à Tunis, est écrivaine, prête-plume et professeure de lettres franco-tunisienne.
Ses parents, descendants de commerçants et de cultivateurs d'oliviers du Sud tunisien, émigrent en France dans les années 1970. L'auteure, qui commence sa carrière littéraire en tant que journaliste pour le magazine Jeune Afrique, se penche tôt sur les questions de l'identité, de l'immigration, des inégalités sociales et de la condition féminine. Elle intervient sur ces sujets des deux côtés de la Méditerranée et rejoint le Parlement des écrivaines francophones.
Ses romans sont remarqués par les médias et sélectionnés à des prix littéraires (prix Marguerite Duras, prix Messardière du Roman de l'Été, prix littéraire Fetkann Maryse Condé, prix Orange du Livre, etc.). En 2024, elle est présidente du jury du prix Goncourt Choix de la Tunisie décerné à Neige Sinno pour Triste tigre.